# A vizesnyolcas
A vizesnyolcas (eredeti cím: The Waterboy) 1998-ban bemutatott amerikai sportvígjáték Frank Coraci rendezésében. A producerek Robert Simonds és Jack Giarraputo. A főszerepben Adam Sandler, Kathy Bates, Fairuza Balk, Henry Winkler, Jerry Reed, Larry Gilliard, Jr., Blake Clark, Peter Dante és Jonathan Loughran látható.
A filmet az Amerikai Egyesült Államokban 1998. november 6-án mutatták be, Magyarországon 1999. április 15-én. A projekt bevételi szempontból rendkívül jól teljesített, a nyitóhétvégén 39,4 milliót keresett az Egyesült Államokban, világszerte pedig összesen 186 millió dollárt.
Egy főiskolai futballcsapat vizesfiúja felfedezi, hogy kivételes szerelési képességgel rendelkezik, és a csapat tagjává válik.

## Cselekmény
Robert Boucher, akit Bobbynak hívnak, egyedül él édesanyjával Jackson's Bayou-ban, egy mocsaras területen Louisiana államban. 31 éves, és mivel az anyja inkább magával tartja, és akadályozza a kapcsolattartást - különösen nőkkel -, hiányoznak a szociális készségei a többi emberrel való bánásmódban, és dadogásban is szenved. Az édesanyjától úgy tudja, hogy 1966-ban, amikor az édesanyja terhes volt vele, az apja csatlakozott a Békehadtesthez, és kiszáradásban halt meg, miután eltévedt a Szaharában.
Bobby az elmúlt 18 évben a Louisiana Cougars, egy sikeres egyetemi futballcsapat vízhordó fiúja volt. Csapattársai azonban folyamatosan cikizik a nehéz felfogású férfit. Red Beaulieu edző nem akarja ezzel tovább zavarni a játékosait, és kirúgja őt.
Édesanyja örül annak, hogy elvesztette a munkáját, mivel így több időt tud vele otthon tölteni. Azonban, hogy szenvedélyének tovább hódolhasson, Bobby másnap a fűnyírójával behajt a 
South Central Louisiana Állami Egyetemre, ahol felkeresi a neurotikus Klein edzőt, a Mud Dogs futballcsapat edzőjét, hogy jelentkezzen vizesfiúnak. Mivel nem kér fizetést, megkapja a munkát, és innentől kezdve ő a liga legrosszabb csapatának vízhordója.
Itt is csúfolják a csapattársak, de Klein edző azt tanácsolja neki, hogy ne tűrje ezt. Bobby, aki nem akarja újra elviselni a rá irányuló támadást, sportszerűen leteperi a támadóját. Klein edző felismeri Bobby tehetségét, és bátorítja, hogy álljon be játékosnak. Kezdetben még gondot okoz a képességeinek előhívása, de Klein edző tudja, hogyan használja fel az évek óta tartó megaláztatások miatt felgyülemlett dühét támadó üzemanyagként az ellenfelek támadásaihoz. Ahhoz, hogy a főiskolai csapatban játszhasson, főiskolára is járnia kell, amit titokban tart édesanyja előtt, mert az ellenzi a főiskolát, és azt is, hogy csatlakozzon a focicsapathoz. Amikor megjelenik Vicki Vallencourt, egy gyerekkori ismerőse, az anyja meg akarja akadályozni a kettejük közötti kapcsolatot.
Bobby Boucher közreműködésével a Mud Dogs meccsről meccsre nyer, és bejut a döntőbe, ahol minden csapatok közül a Cougars-szal, Bobby korábbi csapatával találkoznak. Red Beaulieu edző megtudja, hogy Bobby soha nem járt középiskolába, csak az édesanyja tanította otthon. Ezért nem vehet részt a főiskolán, és nem játszhat a futballcsapatban.
Az NCAA labdarúgó-szövetség engedélyezi, hogy Bobby mégis játszhasson a döntőben, ha pótolja az College Aptitude Test-et. Az anyja azonban rajtakapja a tanuláson, és veszekedés alakul ki.
Miután sikeresen letette a vizsgát, megtudja, hogy édesanyja kórházban van. Most már szinte állandóan vele van a kórházban. Azonban egyáltalán nem beteg, hanem csak a fiát akarta visszaszerezni magának. Amikor rájön, hogy a futball Bobby szenvedélye, és hogy sok barátot szerzett általa, elmondja Bobbynak az igazságot, és mesél neki az apjáról is, aki nem halt meg, hanem elhagyta őt.
Közben a döntő már elkezdődött, és a Cougars vezet. Bobby, az anyja és Vicki egy mocsárjáró csónakon utaznak a stadionba. A félidőben, amikor már úgy tűnik, minden elveszett a Mud Dogs számára, és mindenki rájön, hogy Bobby a csapat szíve, bejön az öltözőjükbe, és új bátorságot ad - többek között Klein edzőnek is, akit Red Beaulieu a korábbi években megfélemlített, és a taktikakönyv ellopásával elrabolta a Cougars edzői állását. Végül Bobby és Klein edző győzelemre vezetik a Mud Dogs csapatát, és Bobby később feleségül veszi Vicki Vallencourt-t.

## Szereplők
(A szereposztás mellett a magyar hangok feltüntetve)
- Adam Sandler – Bobby Boucher, Jr. – Csőre Gábor
- Kathy Bates – Helen Boucher, Bobby anyja – Pécsi Ildikó
- Henry Winkler – Klein edző – Barbinek Péter
- Fairuza Balk – Vicki Vallencourt – Báthory Orsolya
- Jerry Reed – Red Beaulieu edző – Ujlaki Dénes
- Peter Dante – Gee Grenouille –
- Larry Gilliard Jr. – Derek Wallace – Takátsy Péter
- Blake Clark – Fran farmer –
- Jonathan Loughran – Lyle Robideaux –
- Clint Howard – Paco –
- Allen Covert – Walter –
- Rob Schneider – A városlakó; Schneider megismétli ezt a szerepet Adam Sandler 2000-es filmjében, a Sátánka – Pokoli poronty című filmben, annak ellenére, hogy azt a New Line Cinema készítette; Sandler viszont ugyanezt a városlakót alakítja Schneider Tök állat című filmjében. – Vizy György
- Frank Coraci – Robert „Roberto” Boucher, Bobby apja – Csuja Imre
- Dan Fouts – ESPN bemondó – Horányi László
- Brent Musburger – ABC Sports bemondó – Szokolay Ottó

## Számlista
A Vizesnyolcas filmzenéje 1998. november 3-án jelent meg a Hollywood Records forgalmazásában.
| 1.    | Born on the Bayou         | Creedence Clearwater Revival   | 5:15 |
| 2.    | More Today Than Yesterday | Goldfinger                     | 3:22 |
| 3.    | Boom Boom                 | Big Head Todd and the Monsters | 3:33 |
| 4.    | Feed It                   | The Candyskins                 | 3:35 |
| 5.    | Peace Frog                | The Doors                      | 2:57 |
| 6.    | Let's Groove              | Earth, Wind & Fire             | 5:38 |
| 7.    | Always on the Run         | Lenny Kravitz                  | 3:53 |
| 8.    | Doin' My Thang            | Incidents / Lifelong           | 4:10 |
| 9.    | Small Town                | John Mellencamp                | 3:40 |
| 10.   | New Year's Eve            | Joe Walsh                      | 4:00 |
| 11.   | No One to Run With        | The Allman Brothers Band       | 5:58 |
| 12.   | Tom Sawyer                | Rush                           | 4:34 |
| 13.   | Glowing Soul              | Candlebox                      | 4:18 |
| 54:53 |                           |                                |      |

## Fordítás
- Ez a szócikk részben vagy egészben  a   The Waterboy című angol Wikipédia-szócikk fordításán alapul.  Az eredeti cikk szerkesztőit annak laptörténete sorolja fel. Ez a jelzés csupán a megfogalmazás eredetét és a szerzői jogokat jelzi, nem szolgál a cikkben szereplő információk forrásmegjelöléseként.
- Ez a szócikk részben vagy egészben  a   Waterboy – Der Typ mit dem Wasserschaden című német Wikipédia-szócikk fordításán alapul.  Az eredeti cikk szerkesztőit annak laptörténete sorolja fel. Ez a jelzés csupán a megfogalmazás eredetét és a szerzői jogokat jelzi, nem szolgál a cikkben szereplő információk forrásmegjelöléseként.